# Journée mondiale pour la diversité culturelle, le dialogue et le développement
La journée mondiale pour la diversité culturelle, le dialogue et le développement est une journée internationale des Nations unies pour la promotion des questions de diversités et de dialogue. Elle se tient les 21 mai. L'Assemblée générale des Nations unies a proclamé cette journée à la suite de la Déclaration universelle sur la diversité culturelle de l'Unesco en novembre 2001. Elle a été proclamée dans la résolution 57/249.